# Binaced
Binaced ist ein Ort und eine Gemeinde der spanischen Provinz Huesca in der Region Aragonien. Sie hat auf einer Fläche von 78 km² 1.601 Einwohner (Stand: 2024). Binaced liegt im östlichen Teil der Provinz, etwa 67 km von Huesca entfernt. Durch die Gemeinde fließt der Cinca. Sie ist Teil der Comarca Cinca Medio.

## Geografie
Binaced liegt in den aragonischen Vorpyrenäen auf einer Höhe von 279 m.
Neben dem Cinca findet sich im Gemeindegebiet als Gewässer noch der Stausee Embalse de San Salvador.

## Geschichte
Der Name der Kommune ist auf eine arabische Bedeutung (Haus der (schiitischen) Zayid) zurückzuführen. 

## Sehenswürdigkeiten
- Markuskirche aus dem 17. Jahrhundert[4]

## Söhne und Töchter der Stadt
- Mariano Moles (* 1946), Astrophysiker
- Andrea Ropero (* 1984), Journalistin

## Städtepartnerschaften
- Lherm (Haute-Garonne) in Frankreich